# Водиці (Добреполє)
Водиці (словен. Vodice) — поселення в общині Добреполє, Осреднєсловенський регіон, Словенія. 
Висота над рівнем моря: 577,4 м.